# Трубников, Александр Николаевич
Алекса́ндр Никола́евич Тру́бников (23 апреля 1853, Санкт-Петербургская губерния — 21 октября 1922) — российский государственный и военный деятель, мемуарист, шталмейстер (1902).

## Биография
Происходил из потомственных дворян Санкт-Петербургской губернии. Родился в семье отставного штабс-ротмистра. В январе 1855 года был пожалован в пажи в память заслуг деда, генерал-лейтенанта Корсакова. Из камер-пажей (с 12.07.1869) был выпущен из Пажеского корпуса 21 июля 1870 года в корнеты лейб-гвардии Уланского полка. В 1874 году назначен полковым адъютантом.
С Уланским полком вступил в русско-турецкую войну 1877—1878 годов: участвовал в осаде Плевны, битве при Горном Дубняке, сражении при Телише, переходе через Балканы и битве под Филиппополем; за боевые отличия награждён несколькими орденами. Был адъютантом начальника 2-й гвардейской кавалерийской дивизии. Путь своего полка описал в книге «Краткие записки о действиях лейб-гвардии Уланского полка (1877—1878)».
В 1880 году вышел в отставку с военной службы и был определён в гражданскую службу, чиновником особых поручений при Министре внутренних дел.
Чины: действительный статский советник (1891), шталмейстер (1902). Камергер (1893).
Избирался почётным мировым судьёй Санкт-Петербургского уезда (1887), петербургским уездным предводителем дворянства (1890—1893), председателем съезда мировых судей Санкт-Петербургского уезда (1891).
В 1894—1901 годах занимал пост орловского губернатора. За это время при деятельном участии Трубникова в губернии была проведена первая всеобщая перепись населения; в 1898 году открыто трамвайное движение и устроено электрическое освещение трамвайных линий по проекту бельгийской фирмы «Compagnie mutuelle de tramways»; в 1900 — разбит новый городской бульвар, год спустя названный в честь бывшего губернатора «Трубников бульвар», а также открыта Пушкинская общественная библиотека с читальней, деньги на которую собирались по подписке горожанами всех сословий.

Во время голода в 1898 году препятствовал организации бесплатных столовых для нуждающихся (голодающих) крестьян. Л. Н. Толстой в статье «Голод или не голод» писал:
Но оказывается, что не только расширить дело, но и продолжать его почти нельзя. Продолжать же нельзя по следующим причинам:
Орловский губернатор не разрешает открывать столовые: 1) без соглашения с местным попечительством, 2) без обсуждения вопроса об открытии каждой столовой с г. земским начальником и 3) без того, чтобы заблаговременно не уведомлять губернатора о том, сколько нужно открывать столовых в известной местности.

<…>

Так что, несмотря на несомненную нужду народа, несмотря на средства, данные жертвователями для помощи этой нужде, дело наше не только не может расшириться, но находится в опасности быть совершенно прекращенным.
Также в годы его правления были построены казармы и конюшни для 51-го Черниговского драгунского полка, перестроен Петропавловский собор, заложены Иверская и Покровская церкви, открыта 2-я классическая мужская гимназия.
Как председатель Орловской учёной архивной комиссии, распорядился создать губернский музей для хранения памятников старины и предметов, собранных комиссией. Музей открылся в 1897 году и стал основой для современного Областного краеведческого музея. Также состоял почётным членом Орловского губернского попечительства детских приютов (с 1905) и товарищем председателя Орловского отдела ИППО. Был почётным гражданином Орла, Мценска и Трубчевска, а также членом просветительских и благотворительных учреждений.
В память о Трубникове в губернском музее был установлен его портрет, а в фельдшерской школе — учреждена стипендия имени Трубникова.
В 1901 году был назначен почетным опекуном и управляющим двора князя Георгия Максимилиановича Романовского, герцога Лейхтенбергского, в 1906 — управляющим Двора герцога Лейхтенбергского и опекуном над личностью и имуществом князя Сергее Георгиевича и княжны Елены Георгиевны Романовских, герцога и герцогини Лейхтенбергских. В 1912—1913 состоял попечителем при Сергее Георгиевиче Романовском.
В 1912 году был назначен присутствующим членом Государственного совета, примкнул к правой группе.
После революции 1917 года эмигрировал во Францию, с 1921 года жил в Каннах, где и скончался в 1922 году. Был церковным старостой, оставил воспоминания, опубликованные в России в 2004 году.

## Награды
- Орден Святого Станислава 3-й ст. с мечами и бантом (1877)
- Орден Святого Владимира 4-й ст. с мечами и бантом (1878)
- Орден Святой Анны 3-й ст. с мечами и бантом (1878)
- Орден Святого Станислава 1-й ст. (1896)
- Орден Святой Анны 1-й ст. (1901)
- Орден Святого Владимира 2-й ст. (1903)
- Орден Белого Орла (1907)
- Орден Святого Александра Невского (1911)
- Медаль «За труды по первой всеобщей переписи населения» (1897)
- Знак отличия беспорочной службы за 40 лет (1916)

## Семья
Был женат на Екатерине Александровне Власовой (1862—1886). Похоронена на Никольском кладбище; могила сохранилась . 
Их дети: 
- Николай (1881—1904)
- Трубников, Александр Александрович (1882—1966) — историк искусства, искусствовед и литературный критик, журналист, переводчик, общественный деятель.
- Георгий (1884—1924, Франция), штабс-ротмистр Кабардинского конного полка, женат вторым браком[5] на Надежде Вячеславовне Палицыной[6] (урожд. фон-Брадке; 1886—1957); в 1-м браке женат на дочери Н. П. Галахова Ольга Николаевне Галаховой (1888—1921), и у них 10 марта 1908 года родился сын Александр[7]. Александр Георгиевич Трубников (1908—1988) — священник РПЦЗ.[8] Его жена — Мария Павловна, урожд. Эрдели (1908–2000)[9].